# Représentation unitaire
En mathématiques, une représentation unitaire d'un groupe G est une représentation linéaire π de G sur un espace de Hilbert complexe V telle que π(g) est un opérateur unitaire pour tout g ∈ G. La théorie générale est bien développée dans le cas où G est un groupe topologique localement compact (séparé) et les représentations sont fortement continues.
La théorie a été largement appliquée en mécanique quantique depuis les années 1920, particulièrement sous l'influence par le livre de 1928 de Hermann Weyl, Gruppentheorie und Quantenmechanik. L'un des pionniers dans la construction d'une théorie générale des représentations unitaires, pour tout groupe G plutôt que pour des groupes particuliers utiles dans les applications, était George Mackey.

## Contexte en analyse harmonique
La théorie des représentations unitaires des groupes topologiques est étroitement liée à l'analyse harmonique. Dans le cas d'un groupe abélien G, une image assez complète de la théorie des représentations de G est donnée par la dualité de Pontryagin. En général, les classes d'équivalence unitaires (voir ci-dessous) des représentations unitaires irréductibles de G constituent son dual unitaire. Cet ensemble peut être identifié au spectre de la C*-algèbre associée à G par la construction de la C*-algèbre de groupe. C'est un espace topologique.
La forme générale du théorème de Plancherel tente de décrire la représentation régulière de G sur L2(G) au moyen d'une mesure sur le dual unitaire. Pour G abélien, ceci est donné par la théorie de la dualité de Pontryagin. Pour G compact, cela se fait par le théorème de Peter–Weyl ; dans ce cas le dual unitaire est un espace discret et la mesure attache un atome à chaque point de masse égale à son degré.

## Définitions formelles
Soit G un groupe topologique. Une représentation unitaire fortement continue de G sur un espace de Hilbert H est un homomorphisme de groupe de G dans le groupe unitaire de H,
{\displaystyle \pi :G\rightarrow \operatorname {U} (H)}
telle que g → π(g) ξ est une fonction continue (pour la topologie définie par la norme) pour tout ξ dans H.
On remarque que si G est un groupe de Lie, l'espace de Hilbert admet également des structures lisses et analytiques sous-jacentes. Un vecteur ξ dans H est dit lisse ou analytique si l'application g → π(g) ξ est lisse ou analytique (dans les topologies normique ou faible sur H). Les vecteurs lisses sont denses dans H par un argument classique dû à Lars Gårding, puisque la convolution par des fonctions lisses de support compact donne des vecteurs lisses. Les vecteurs analytiques sont denses par un argument classique dû à Edward Nelson, amplifié par Roe Goodman, puisque les vecteurs dans l'image d'un opérateur de chaleur e–tD, correspondant à un opérateur différentiel elliptique D dans l'algèbre enveloppante universelle de G, sont analytiques. Non seulement les vecteurs lisses ou analytiques forment des sous-espaces denses, ils forment aussi des noyaux communs pour les opérateurs anti-hermitiens non bornés correspondant aux éléments de l'algèbre de Lie, au sens de la théorie spectrale.
Deux représentations unitaires π1 : G → U(H1), π2 : G → U(H2) sont dites unitairement équivalentes s'il existe une transformation unitaire A : H1 → H2 telle que π1(g) = A* ∘ π2(g) ∘ A pour tout g dans G. Lorsque cela est vrai, on dit que A est un opérateur d'entrelacement pour les représentations {\displaystyle (\pi _{1},H_{1}),(\pi _{2},H_{2})}.
Si {\displaystyle \pi } est une représentation d'un groupe de Lie connexe {\displaystyle G} sur un espace de Hilbert de dimension finie {\displaystyle H}, alors {\displaystyle \pi } est unitaire si et seulement si la représentation de l'algèbre de Lie associée {\displaystyle \mathrm {d} \pi :{\mathfrak {g}}\rightarrow \mathrm {End} (H)} est à valeurs dans l'espace des opérateurs anti-hermitiens sur {\displaystyle H}.

## Complète réductibilité
Une représentation unitaire est complètement réductible, au sens où pour tout sous-espace fermé invariant, le supplémentaire orthogonal est à nouveau un sous-espace fermé invariant. C'est une observation très élémentaire mais aussi une propriété fondamentale. Par exemple, cela implique que les représentations unitaires de dimension finie sont toujours une somme directe de représentations irréductibles, au sens algébrique.
Comme les représentations unitaires sont beaucoup plus faciles à manipuler que les représentations en général, il est naturel de considérer les représentations unitarisables, celles qui deviennent unitaires lors de l'introduction d'une structure d'espace de Hilbert complexe appropriée. Cela fonctionne très bien pour les groupes finis, et plus généralement pour les groupes compacts, par un argument de moyennage appliqué à une structure hermitienne arbitraire. Par exemple, on peut par ce biais donner une preuve naturelle du théorème de Maschke.

## Unitarisabilité et la question du dual unitaire
En général, pour les groupes non compacts, c'est une question plus sérieuse de savoir quelles représentations sont unitarisables. L'un des problèmes importants non résolus en mathématiques est la description du dual unitaire, la classification effective des représentations unitaires irréductibles de tous les groupes de Lie réductifs réels. Toutes les représentations unitaires irréductibles sont admissibles (ou plutôt les modules de Harish-Chandra associés le sont), et les représentations admissibles sont données par la classification de Langlands, et il est facile de dire lesquelles d'entre elles ont une forme sesquilinéaire invariante non triviale. Le problème est qu'il est en général difficile de dire quand cette forme sesquilinéaire est définie positive. Pour de nombreux groupes de Lie réductifs, cela a été résolu ; voir la théorie des représentations de {\displaystyle \operatorname {SL} _{2}(\mathbf {R} )} (en) et la théorie des représentations du groupe de Lorentz (en) pour des exemples.